# Olympische Winterspiele 2018/Ski Alpin
Bei den XXIII. Olympischen Winterspielen 2018 in Pyeongchang wurden elf Wettbewerbe, je fünf pro Geschlecht und ein gemischtes Teamevent, im Yongpyong Ski Resort und im Jeongseon Alpine Centre ausgetragen. 2011 hatte das IOC noch einen Antrag der FIS auf die Ausrichtung eines Mannschaftswettbewerbs abgelehnt.
Zwischen Februar 2016 und November 2017 waren die Strecken im Rahmen des Weltcups und Ostasiencups getestet worden.

## Bilanz

### Medaillenspiegel
| Platz | Land               | Gold | Silber | Bronze | Gesamt |
| ----- | ------------------ | ---- | ------ | ------ | ------ |
| 1     | Österreich         | 3    | 2      | 2      | 7      |
| 2     | Schweiz            | 2    | 3      | 2      | 7      |
| 3     | Schweden           | 2    | –      | –      | 2      |
| 4     | Norwegen           | 1    | 4      | 2      | 7      |
| 5     | Vereinigte Staaten | 1    | 1      | 1      | 3      |
| 6     | Italien            | 1    | –      | 1      | 2      |
| 7     | Tschechien         | 1    | –      | –      | 1      |
| 8     | Frankreich         | –    | 1      | 2      | 3      |
| 9     | Liechtenstein      | –    | –      | 1      | 1      |

### Medaillengewinner
| Konkurrenz   | Gold               | Silber               | Bronze                |
| ------------ | ------------------ | -------------------- | --------------------- |
| Abfahrt      | Aksel Lund Svindal | Kjetil Jansrud       | Beat Feuz             |
| Super-G      | Matthias Mayer     | Beat Feuz            | Kjetil Jansrud        |
| Riesenslalom | Marcel Hirscher    | Henrik Kristoffersen | Alexis Pinturault     |
| Slalom       | André Myhrer       | Ramon Zenhäusern     | Michael Matt          |
| Kombination  | Marcel Hirscher    | Alexis Pinturault    | Victor Muffat-Jeandet |

| Konkurrenz   | Gold             | Silber             | Bronze              |
| ------------ | ---------------- | ------------------ | ------------------- |
| Abfahrt      | Sofia Goggia     | Ragnhild Mowinckel | Lindsey Vonn        |
| Super-G      | Ester Ledecká    | Anna Veith         | Tina Weirather      |
| Riesenslalom | Mikaela Shiffrin | Ragnhild Mowinckel | Federica Brignone   |
| Slalom       | Frida Hansdotter | Wendy Holdener     | Katharina Gallhuber |
| Kombination  | Michelle Gisin   | Mikaela Shiffrin   | Wendy Holdener      |

Mixed
| Konkurrenz | Gold                                                                                 | Silber | Bronze |
| ---------- | ------------------------------------------------------------------------------------ | --- | --- |
| Mannschaft | Schweiz Luca Aerni, Denise Feierabend, Wendy Holdener, Daniel Yule, Ramon Zenhäusern | Österreich Stephanie Brunner, Manuel Feller, Katharina Gallhuber, Michael Matt, Katharina Liensberger, Marco Schwarz | Norwegen Sebastian Foss Solevåg, Nina Haver-Løseth, Kristin Lysdahl, Leif Kristian Nestvold-Haugen, Jonathan Nordbotten, Maren Skjøld |

## Ergebnisse Männer

### Abfahrt
| Platz | Land | Sportler           | Zeit (min) |
| ----- | ---- | ------------------ | ---------- |
| 1     | NOR  | Aksel Lund Svindal | 1:40,25    |
| 2     | NOR  | Kjetil Jansrud     | 1:40,37    |
| 3     | SUI  | Beat Feuz          | 1:40,43    |
| 4     | ITA  | Dominik Paris      | 1:40,79    |
| 5     | GER  | Thomas Dreßen      | 1:41,03    |
| 6     | ITA  | Peter Fill         | 1:41,08    |
| 7     | AUT  | Vincent Kriechmayr | 1:41,19    |
| 8     | FRA  | Brice Roger        | 1:41,39    |
| 9     | AUT  | Matthias Mayer     | 1:41,46    |
| 10    | GER  | Andreas Sander     | 1:41,62    |

Datum: Donnerstag, 15. Februar 2018, 11:30 Uhr (3:30 Uhr MEZ)
Olympiasieger 2014:  Matthias Mayer

Weltmeister 2017:  Beat Feuz

### Super-G
| Platz | Land | Sportler            | Zeit (min) |
| ----- | ---- | ------------------- | ---------- |
| 1     | AUT  | Matthias Mayer      | 1:24,44    |
| 2     | SUI  | Beat Feuz           | 1:24,57    |
| 3     | NOR  | Kjetil Jansrud      | 1:24,62    |
| 4     | FRA  | Blaise Giezendanner | 1:24,82    |
| 5     | NOR  | Aksel Lund Svindal  | 1:24,93    |
| 6     | AUT  | Vincent Kriechmayr  | 1:25,13    |
| 7     | ITA  | Dominik Paris       | 1:25,18    |
| 8     | GER  | Andreas Sander      | 1:25,21    |
| 9     | CAN  | Dustin Cook         | 1:25,23    |
| 10    | SLO  | Boštjan Kline       | 1:25,36    |

Datum: Freitag, 16. Februar 2018, 11:00 Uhr (3:00 Uhr MEZ)
Olympiasieger 2014:  Kjetil Jansrud

Weltmeister 2017:  Erik Guay (verletzungsbedingt nicht am Start)

### Riesenslalom
| Platz | Land | Sportler                      | Zeit (min) |
| ----- | ---- | ----------------------------- | ---------- |
| 1     | AUT  | Marcel Hirscher               | 2:18,04    |
| 2     | NOR  | Henrik Kristoffersen          | 2:19,31    |
| 3     | FRA  | Alexis Pinturault             | 2:19,35    |
| 4     | SLO  | Žan Kranjec                   | 2:19,77    |
| 5     | FRA  | Thomas Fanara                 | 2:19,83    |
| 6     | FRA  | Victor Muffat-Jeandet         | 2:19,85    |
| 7     | FRA  | Mathieu Faivre                | 2:19,99    |
| 8     | NOR  | Leif Kristian Nestvold-Haugen | 2:20,23    |
| 9     | SUI  | Loïc Meillard                 | 2:20,45    |
| 10    | SWE  | Matts Olsson                  | 2:20,70    |

Datum: Sonntag, 18. Februar 2018, 10:15 Uhr (2:15 Uhr MEZ) (1. Lauf) & 13:45 Uhr (5:45 Uhr MEZ) (2. Lauf)
Olympiasieger 2014:  Ted Ligety

Weltmeister 2017:  Marcel Hirscher

### Slalom
| Platz | Land | Sportler               | Zeit (min) |
| ----- | ---- | ---------------------- | ---------- |
| 1     | SWE  | André Myhrer           | 1:38,99    |
| 2     | SUI  | Ramon Zenhäusern       | 1:39,33    |
| 3     | AUT  | Michael Matt           | 1:39,66    |
| 4     | FRA  | Clément Noël           | 1:39,70    |
| 5     | FRA  | Alexis Pinturault      | 1:39,72    |
| 6     | FRA  | Victor Muffat-Jeandet  | 1:39,75    |
| 7     | SWE  | Kristoffer Jakobsen    | 1:39,94    |
| 8     | SUI  | Daniel Yule            | 1:40,12    |
| 9     | GBR  | Dave Ryding            | 1:40,16    |
| 10    | NOR  | Sebastian Foss Solevåg | 1:40,18    |

Datum: Donnerstag, 22. Februar 2018, 10:15 Uhr (2:15 Uhr MEZ) (1. Lauf) & 13:45 Uhr (5:45 Uhr MEZ) (2. Lauf)
Olympiasieger 2014:  Mario Matt

Weltmeister 2017:  Marcel Hirscher

### Alpine Kombination
| Platz | Land | Sportler                 | Zeit (min) |
| ----- | ---- | ------------------------ | ---------- |
| 1     | AUT  | Marcel Hirscher          | 2:06,52    |
| 2     | FRA  | Alexis Pinturault        | 2:06,75    |
| 3     | FRA  | Victor Muffat-Jeandet    | 2:07,54    |
| 4     | AUT  | Marco Schwarz            | 2:07,87    |
| 5     | USA  | Ted Ligety               | 2:07,97    |
| 6     | FRA  | Thomas Mermillod Blondin | 2:08,02    |
| 7     | NOR  | Kjetil Jansrud           | 2:08,67    |
| 8     | SLO  | Štefan Hadalin           | 2:08,94    |
| 9     | GER  | Thomas Dreßen            | 2:08,96    |
| 10    | SLO  | Klemen Kosi              | 2:09,37    |

Datum: Dienstag, 13. Februar 2018, 11:30 Uhr (3:30 Uhr MEZ) (Abfahrt) & 15:00 Uhr (7:00 Uhr MEZ) (Slalom)
Olympiasieger 2014:  Sandro Viletta

Weltmeister 2017:  Luca Aerni

## Ergebnisse Frauen

### Abfahrt
| Platz | Land | Sportlerin          | Zeit (min) |
| ----- | ---- | ------------------- | ---------- |
| 1     | ITA  | Sofia Goggia        | 1:39,22    |
| 2     | NOR  | Ragnhild Mowinckel  | 1:39,31    |
| 3     | USA  | Lindsey Vonn        | 1:39,69    |
| 4     | LIE  | Tina Weirather      | 1:39,85    |
| 5     | USA  | Alice McKennis      | 1:40,24    |
| 6     | SUI  | Corinne Suter       | 1:40,29    |
| 7     | USA  | Breezy Johnson      | 1:40,34    |
| 8     | SUI  | Michelle Gisin      | 1:40,55    |
| 9     | GER  | Viktoria Rebensburg | 1:40,64    |
| 10    | AUT  | Ramona Siebenhofer  | 1:40,98    |

Datum: Mittwoch, 21. Februar 2018, 11:00 Uhr (3:00 Uhr MEZ)
Olympiasiegerinnen 2014:  Dominique Gisin /  Tina Maze

Weltmeisterin 2017:  Ilka Štuhec

### Super-G
| Platz | Land | Sportlerin          | Zeit (min) |
| ----- | ---- | ------------------- | ---------- |
| 1     | CZE  | Ester Ledecká       | 1:21,11    |
| 2     | AUT  | Anna Veith          | 1:21,12    |
| 3     | LIE  | Tina Weirather      | 1:21,22    |
| 4     | SUI  | Lara Gut            | 1:21,23    |
| 5     | ITA  | Johanna Schnarf     | 1:21,27    |
| 6     | USA  | Lindsey Vonn        | 1:21,49    |
| 6     | ITA  | Federica Brignone   | 1:21,49    |
| 8     | AUT  | Cornelia Hütter     | 1:21,54    |
| 9     | SUI  | Michelle Gisin      | 1:21,57    |
| 10    | GER  | Viktoria Rebensburg | 1:21,62    |

Datum: Samstag, 17. Februar 2018, 12:00 Uhr (4:00 Uhr MEZ)
Olympiasiegerin 2014:  Anna Fenninger

Weltmeisterin 2017:  Nicole Schmidhofer

### Riesenslalom
| Platz | Land | Sportlerin          | Zeit (min) |
| ----- | ---- | ------------------- | ---------- |
| 1     | USA  | Mikaela Shiffrin    | 2:20,02    |
| 2     | NOR  | Ragnhild Mowinckel  | 2:20,41    |
| 3     | ITA  | Federica Brignone   | 2:20,48    |
| 4     | GER  | Viktoria Rebensburg | 2:20,60    |
| 5     | ITA  | Marta Bassino       | 2:20,69    |
| 6     | SWE  | Frida Hansdotter    | 2:21,05    |
| 7     | FRA  | Tessa Worley        | 2:21,06    |
| 8     | ITA  | Manuela Mölgg       | 2:21,20    |
| 9     | SUI  | Wendy Holdener      | 2:21,27    |
| 10    | SWE  | Sara Hector         | 2:21,53    |

Datum: Donnerstag, 15. Februar 2018, 9:30 Uhr (1:30 Uhr MEZ) (1. Lauf) & 13:15 Uhr (5:15 Uhr MEZ) (2. Lauf)
Olympiasiegerin 2014:  Tina Maze

Weltmeisterin 2017:  Tessa Worley

### Slalom
| Platz | Land | Sportlerin            | Zeit (min) |
| ----- | ---- | --------------------- | ---------- |
| 1     | SWE  | Frida Hansdotter      | 1:38,63    |
| 2     | SUI  | Wendy Holdener        | 1:38,68    |
| 3     | AUT  | Katharina Gallhuber   | 1:38,95    |
| 4     | USA  | Mikaela Shiffrin      | 1:39,03    |
| 5     | SWE  | Anna Swenn-Larsson    | 1:39,61    |
| 6     | NOR  | Nina Haver-Løseth     | 1:40,16    |
| 7     | AUT  | Bernadette Schild     | 1:40,18    |
| 8     | AUT  | Katharina Liensberger | 1:40,57    |
| 9     | ITA  | Chiara Costazza       | 1:40,60    |
| 10    | ITA  | Irene Curtoni         | 1:41,04    |

Datum: Mittwoch, 14. Februar 2018, 10:15 Uhr (2:15 Uhr MEZ) (1. Lauf) & 13:45 Uhr (5:45 Uhr MEZ) (2. Lauf)
Olympiasiegerin 2014:  Mikaela Shiffrin

Weltmeisterin 2017:  Mikaela Shiffrin

### Alpine Kombination
| Platz | Land | Sportlerin         | Zeit (min) |
| ----- | ---- | ------------------ | ---------- |
| 1     | SUI  | Michelle Gisin     | 2:20,90    |
| 2     | USA  | Mikaela Shiffrin   | 2:21,87    |
| 3     | SUI  | Wendy Holdener     | 2:22,34    |
| 4     | NOR  | Ragnhild Mowinckel | 2:22,63    |
| 5     | SVK  | Petra Vlhová       | 2:22,99    |
| 6     | CAN  | Valérie Grenier    | 2:23,44    |
| 7     | AUT  | Ramona Siebenhofer | 2:23,45    |
| 8     | ITA  | Federica Brignone  | 2:23,53    |
| 9     | SUI  | Denise Feierabend  | 2:23,94    |
| 10    | ITA  | Marta Bassino      | 2:24,24    |

Datum: Freitag, 23. Februar 2018, 11:00 Uhr (3:00 Uhr MEZ) (Abfahrt) & 14:30 Uhr (6:30 Uhr MEZ) (Slalom)
Olympiasiegerin 2014:  Maria Höfl-Riesch

Weltmeisterin 2017:  Wendy Holdener

## Mannschaftswettbewerb
| Platz | Land | Sportler |
| ----- | ---- | --- |
| 1     | SUI  | Luca Aerni, Denise Feierabend, Wendy Holdener, Daniel Yule, Ramon Zenhäusern                                                 |
| 2     | AUT  | Stephanie Brunner, Manuel Feller, Katharina Gallhuber, Katharina Liensberger, Michael Matt, Marco Schwarz                    |
| 3     | NOR  | Sebastian Foss Solevåg, Nina Haver-Løseth, Kristin Lysdahl, Leif Kristian Nestvold-Haugen, Jonathan Nordbotten, Maren Skjøld |
| 4     | FRA  | Adeline Baud-Mugnier, Julien Lizeroux, Clément Noël, Nastasia Noens, Alexis Pinturault, Tessa Worley                         |

Datum: Samstag, 24. Februar 2018, 11:00 Uhr (3:00 Uhr MEZ)
Weltmeister 2017:  Frankreich (Adeline Baud-Mugnier, Mathieu Faivre, Alexis Pinturault, Tessa Worley, Julien Lizeroux, Nastasia Noens)